# Роузленд (Індіана)
Роузленд (англ. Roseland) — місто (англ. town) в США, в окрузі Сент-Джозеф штату Індіана. Населення — 854 особи (2020).

## Географія
Роузленд розташований за координатами 41°43′3″ пн. ш. 86°15′2″ зх. д. / 41.71750° пн. ш. 86.25056° зх. д. (41.717630, -86.250593).  За даними Бюро перепису населення США в 2010 році місто мало площу 0,99 км², уся площа — суходіл.

## Демографія
Згідно з переписом 2010 року, у місті мешкало 630 осіб у 287 домогосподарствах у складі 148 родин. Густота населення становила 635 осіб/км².  Було 348 помешкань (351/км²).
Расовий склад населення:
| - 87,5 % — білих - 4,6 % — азіатів - 2,7 % — чорних або афроамериканців - 1,0 % — корінних американців - 0,2 % — вихідців з тихоокеанських островів - 1,9 % — осіб інших рас |

До двох чи більше рас належало 2,2 %. Частка іспаномовних становила 5,1 % від усіх жителів.
За віковим діапазоном населення розподілялося таким чином: 14,3 % — особи молодші 18 років, 72,5 % — особи у віці 18—64 років, 13,2 % — особи у віці 65 років та старші. Медіана віку мешканця становила 35,2 року. На 100 осіб жіночої статі у місті припадало 95,7 чоловіків;  на 100 жінок у віці від 18 років та старших — 98,5 чоловіків також старших 18 років.
Середній дохід на одне домашнє господарство  становив 43 132 долари США (медіана — 36 375), а середній дохід на одну сім'ю — 53 029 доларів (медіана — 48 250). Медіана доходів становила 36 477 доларів для чоловіків та 33 942 долари для жінок. За межею бідності перебувало 23,3 % осіб, у тому числі 42,7 % дітей у віці до 18 років та 2,1 % осіб у віці 65 років та старших.
Цивільне працевлаштоване населення становило 264 особи. Основні галузі зайнятості: освіта, охорона здоров'я та соціальна допомога — 38,6 %, науковці, спеціалісти, менеджери — 14,0 %, мистецтво, розваги та відпочинок — 10,2 %, виробництво — 9,5 %.